# Faro de Higuer
Der Faro de Higuer  ist ein Leuchtturm am Cabo Higuer an der spanischen Atlantikküste im Golf von Biskaya. Er liegt in der Gemeinde Hondarribia westlich der Mündung des Bidasoa, der hier die Grenze zu Frankreich bildet. Er ist der östlichste Leuchtturm an der spanischen Atlantikküste.

## Turm
Oberhalb des Cabo Higuer steht das zwischen 1878 und 1881 von Antobio Lafarga errichtete Betriebsgebäude mit Turm im neoklassischen Baustil. Der Turm mit quadratischem Grundriss ist zum Betriebsgebäude meerseitig, mittig angeordnet und 21 Meter hoch. Etwa auf halber Höhe beginnt ein achteckiger Turmaufsatz mit der rot gestrichenen Laterne mit runder Glaskuppel als Abschluss.
Die ursprüngliche Beleuchtung war eine Öllampe mit einer Reichweite von 16 Meilen und wurde im Jahr 1905 durch eine Petroleumlampe ersetzt. 1937 wurde das Leuchtfeuer elektrifiziert. Die Tragweite des weißen Lichts mit der Feuerhöhe 65 Meter ist 23 Seemeilen. Die Kennung (Fl(2)W. 10s) des Faro de Higuer sind zwei weiße Blitze in einem Zyklus von 10 Sekunden. Der Leuchtturm ist unter der internationalen Nummer D-1452 sowie der nationalen Kennung 00040 registriert.
Etwa 150 Meter entfernt stand ein Vorgängerbau, der 1874 im Dritten Carlistenkrieg zerstört worden war.

## Umgebung
In unmittelbarer Nähe westlich befinden sich eine Bar, ein Restaurant und ein Campingplatz. Am Leuchtturm beginnt der Fernwanderweg GR 11, der über 820 Kilometer bis zum Cap de Creus führt.